# Benjamin Gallein
Benjamin Gallein (* 3. Februar 1986) ist ein deutscher Koch.

## Werdegang
Gallein begann seine Lehre zum Koch mit 16 Jahren im  Schloss Albrechtsberg in Dresden. Es folgten Stationen im Restaurant Chardonnay in Wolfsburg und in der VIP Lounge in Ischgl. Um 2010 wechselte er zu Silvio Nickol Schlossstern im Schloss Velden am Wörthersee (zwei Michelinsterne). Es folgte das Restaurant Falco in Leipzig unter Peter Maria Schnurr und erneut mit Silvio Nickol im Silvio Nickol Gourmetrestaurant im Palais Coburg in Wien.
Von Juni 2015 bis Ende 2020 war er Küchenchef im Restaurant Ole Deele in Großburgwedel, das seit 2016 mit einem Michelinstern ausgezeichnet wurde. Im November 2018 wurde die Ole Deele zudem vom Restaurantführer Gault-Millau mit 18 Punkten bewertet.
Seit 2021 ist er Küchenchef im Restaurant Votum im Leineschloss in Hannover, das 2022 ebenfalls mit einem Michelinstern ausgezeichnet wurde. 2023 wurde es mit zwei Michelinsternen ausgezeichnet.

## Auszeichnungen
- 2015: Ein Michelinstern für das Restaurant Ole Deele in Großburgwedel[2]
- 2018: 18 Punkte im Gault-Millau 2019 für das Restaurant Ole Deele
- 2022: Ein Michelinstern für das Restaurant Votum in Hannover[5]
- 2023: Zwei Michelinsterne für das Restaurant Votum[6]